# Nespoli Group
Il gruppo Nespoli è un'azienda italiana, con sede a Vighizzolo di Cantù, specializzata nella progettazione e nella produzione di attrezzi per la pittura (pennelli e rulli) e per l’edilizia, di prodotti per la pulizia domestica e di vernici spray aerosol.

## Storia
L'azienda venne fondata nel 1945 a Vighizzolo di Cantù nel cuore della Brianza, da Oreste Nespoli e Bruno Nespoli,  che diedero vita a quella che negli anni successivi sarebbe diventata un marchio significativo nel mondo dei rulli e pennelli.
Nel 1968, dopo la morte di Oreste Nespoli, subentra nella gestione aziendale il figlio Luigi Nespoli.
Dagli inizi degli anni duemila entra in azienda anche Alessandro Nespoli, figlio di Luigi Nespoli.
Dal 1980 l'azienda Nespoli inizia a lavorare, oltre che sul mercato tradizionale italiano anche della grande distribuzione organizzata.
Dal 1990 il gruppo Nespoli acquisisce 30 società in Europa e la Nespoli Group diventa leader europea nella commercializzazione e fabbricazione degli attrezzi per decorazione casa tra le quali la Franpin S.A., operante dal 1890 in Francia.

## Il gruppo
Queste le aziende di Nespoli Group che dispone di 10 siti produttivi in Europa e 1 in Cina:
- Nespoli SRL - Italia
- CIA - Compagnia Italiana Aerosol SRL - Italia
- Rollix SRL - Italia
- Franpin group - Francia
- Roulor SA - Francia
- Hérrison SA - Francia
- Milbox SA - Francia
- Monitor SA - Francia
- Noelle Group - Germania
- Techno - Germania
- Schabert Gmbh - Germania
- Friess Gmbh - Germania
- Rulo Pluma SA - Spagna
- Castor S.L - Spagna
- Franpin Portugal - Portogallo
- Nespoli Polska Sp.z.o.o - Polonia
- Nespoli ooo - Russia
- Nespoli UK Ltd - Gran Bretagna
- Zhongshan Franpin Industry CO LTD - Cina
- Zhongshan Nespoli Decorating Products Trading co ltd - Cina

## Marchi e prodotti
La gamma di marchi e prodotti (con più di 60 brevetti) conta:

### Attrezzi per la pittura
- Nespoli
- Friess
- Roulor
- Rulo Pluma

### Attrezzi per la preparazione del muro
- Nespoli
- Techno

### Spray per la decorazione
- Nespoli Bravo
- Nespoli Green Performance
- Technoral

### Attrezzi per la pulizia domestica
- Pippo
- Casacolor
- Coronet